# 魔女二部曲：另一個她
《魔女二部曲：另一個她》（：／），是一部2022年韓國懸疑動作片，由朴勳正執導。該片為2018年電影《魔女首部曲：誕生》的續集，由申詩雅、朴恩斌、晉久、成侑彬、趙敏修和徐恩秀主演。該片於2022年6月15日在韓國上映。

## 情節
一个在被毁坏的秘密实验室“ARK”中独自生存的“女孩”（申詩雅飾）迈出了世界的第一步。 庆熙和大吉，两姊弟遇到了“女孩”并成为唯一的朋友。 一个个目的不同的角色出现，並且开始追逐“女孩”。

## 演員陣容

### 主要人物
- 申詩雅 飾演 女孩（實驗體 ARK ADP1）
- 朴恩斌 飾演 趙慶熙
- 徐恩秀 飾演 趙賢
- 晉久 飾演 趙龍斗
- 成侑彬 飾演 大吉
- 趙敏修 飾演 白總管

### 其他人物
- 車順裴 飾演 卞博士
- Justin Harvey 飾演 湯姆
- 卞瑞允 飾演 美英
- 蔡元彬 飾演 土偶
- 徐伊拉 飾演 土偶
- 鄭拉爾 飾演 土偶
- 金起楷 飾演 土偶
- 张在英 饰演 美英的朋友
- 鄭藝珍 飾演 疤痕少女
- 申妍雨 饰演 孩子
- Mowg 饰演 山月时尚职员
- 禹康民 饰演 男子
- 崔东九 饰演 虎头牌

### 友情出演
- 嚴泰九 飾演 賣場顧客

### 特別出演
- 李鍾碩 飾演 張[4]
- 金多美 飾演 具姿尹

## 製作
在2018年10月5日的第23届釜山国际电影节上，导演朴勳政和演员金多美为电影《魔女首部曲：誕生》登台致意。並且宣布了续集。在被问及续集时，他解释说：“看过這部電影的人，都很期待，續集将是第一部電影之后的故事。”
2020年11月24日，據報導李鍾碩將特別出演由朴勳政執導的電影《魔女2》。12月10日，據報導朴恩斌加入演員陣容。12月15日，據報導新人演員申詩雅從1408位試鏡者中脫穎而出加入演員陣容並飾演主角。同日，據報導晉久加入演員陣容，而金多美和趙敏修回歸出演電影。
另外，持有《魔女》發行商的韩国华纳兄弟公司成功与NEW谈判，NEW签署了导演朴勳政的下一部电影《魔女2》的合約，NEW接手投资和发行。 NEW不久公布制作消息和演员阵容，并开始拍摄。《魔女首部曲：誕生》的原班人马也加入了續集拍攝。除了导演朴勳政、电影摄影师金英浩以外，艺术指导华城、崔贤锡；武术指导金正民也都陸續回歸拍攝。
2021年4月1日，公佈首張前導海報，並宣佈成侑彬和徐恩秀加入演員陣容。
對於時隔四年再推續作，朴勳政導演表示：「花了四年終於能上映，在這期間世界上發生了許多事，因為疫情的關係我們的計畫也推延了，故事情節也有所變動，因為各式各樣的狀況導致企劃動向難以捉摸。但在這情況下，我們仍想排除萬難繼續寫下這個故事，竭盡所能。目前已拍出來的故事還不到整體的十分之一。」

### 拍攝
主體拍攝於2020年12月26日開始進行，並於2021年4月殺青。整部作品於濟州島拍攝。濟州石文化公園和位於涉地可支由日本建築師安藤忠雄設計的的玻璃屋Glass House (글라스하우스) 是拍攝關鍵場景的拍攝地點。這也是《魔女首部曲：誕生》的結尾場景。

## 上映和行銷
由于疫情的關係，原定2022年4月上映的电影被延遲。之後於2022年6月15日在韩国上映。
5月9日，NEW開設了《魔女2》的官網，並提供了逃出秘密实验室的“少女”（申詩雅饰）的相关机密信息，並且還舉辦為期至6月6日的粉絲藝術創作比賽。另外从5月16日起，江南周边的公车站从新沙站到良才站的江南大路公车站廣告看板都被《魔女2》給佔據，给人一种“魔女之路”的印象，吸引了参观该地区的人们的注意。
該片已在全球124個國家上映，將與國內同步在11個國家上映。
另外《魔女2》已受邀參加第26屆加拿大奇幻電影節，於2022年7月29日在魁北克首映。

## 家庭媒體
《魔女2》於2022年7月14日起，在IPTV（KT olleh TV、SK Btv、LG U+ TV）、Home Choice、Google Play、TVING、WAVVE、Naver TV、KT skylife 和 Cinefox 等數位平台上線。

## 迴響

### 票房
電影於6月15日在1796個戲院上映。它在韓國票房中以266,526人次成為票房第一， 並在上映4天內突破100萬觀影人數，累計了1,000,011名觀眾。上映11天觀影人數突破200萬，上映18天觀影人數突破250萬。
截至2022年7月31日，它在2022年上映的所有韓國電影中排名第二，總票房為22,118,264美元和2,803,909人次。

### 評價
在電影評論網站爛番茄上，根據12則評論，这部电影的支持率为75%，平均评分为6.30/10。

## 榮譽
| 獎項                   | 日期           | 類別           | 提名                 | 結果 | 參考          |
| ---------------------- | -------------- | -------------- | -------------------- | ---- | ------------- |
| 青龍電影獎             | 2022年11月25日 | 最佳女配角     | 徐恩秀               | 提名 | [ 31 ]        |
| 青龍電影獎             | 2022年11月25日 | 最佳新人女演員 | 申詩雅               | 提名 | [ 31 ]        |
| 布魯塞爾國際奇幻影展   | 2022年9月10日  | 金鴉獎         | 魔女二部曲：另一個她 | 提名 | [ 32 ]        |
| 春史電影獎             | 2022年9月30日  | 最佳新人女演員 | 申詩雅               | 提名 | [ 33 ]        |
| 大鐘獎                 | 2022年12月9日  | 最佳新人女演員 | 申詩雅               | 提名 | [ 34 ] [ 35 ] |
| 大鐘獎                 | 2022年12月9日  | 最佳音樂       | Mowg                 | 提名 | [ 34 ] [ 35 ] |
| 大鐘獎                 | 2022年12月9日  | 最佳視覺效果   | 趙英錫, 張敏載       | 提名 | [ 34 ] [ 35 ] |
| 第30屆韓國文化演藝大賞 | 2022年         | 最佳男主角獎   | 晉久                 | 獲獎 | [ 36 ]        |

## 外部連結
- 《魔女二部曲：另一個她》官方網站 （页面存档备份，存于）
- 《魔女二部曲：另一個她》在HanCinema的页面（英文）
- 韩国电影数据库（KMDb）上《魔女二部曲：另一個她》的資料
- 互联网电影数据库（IMDb）上《魔女二部曲：另一個她》的资料（英文）
- NAVER上《魔女二部曲：另一個她》的資料
- Daum上《魔女二部曲：另一個她》的資料